# Sendokai Champions
Sendokai Champions  (Desafío Champions Sendokai) è una serie animata spagnola diretta da Freddy e Roger Cordoba e coprodotta da Kotoc e RTVE. Realizzata in computer grafica, la serie è composta da 26 episodi a stagione, ognuno della durata di 12 minuti. È andata in onda su Cartoon Network nel giugno 2013 durante la Toon Cup 2013 ed è stata trasmessa nel 2014 in più di 130 paesi e doppiato in 16 lingue diverse: Spagna (Clan), Stati Uniti (Vortexx), Portogallo (Panda), Medio Oriente e Nord Africa (MBC3), Italia (Rai Gulp) e paesi dell'ex Iugoslavia (Ultra). È trasmessa in Italia su Rai Gulp tutti i giorni dal 1º settembre 2014 alle 11:10.

## Prima stagione
Zac, Cloe, Kiet e Fenzy sono quattro ragazzi della Terra non molto popolari e con nessun talento per lo sport. Un giorno trovano quattro braccialetti che li trasportano in un'altra dimensione dove dovranno superare le loro debolezze e imparare l'arte del Sendokai per vincere il grande torneo e salvare il multiverso dal grande Zorn.

## Seconda stagione
Dopo aver vinto il grande torneo di Sendokai, Zac e i suoi amici ritornano a scuola con una vita normale. ma a scuola arriva un nuovo studente di nome Lon. Zac e Lon si sfidano a calcio ma la partita viene interrotta da un mostro che li attacca. Per batterlo arriva Tanpo con Lalith e Chronan Sun per farli diventare di nuovo guerrieri Sendokai convincendo anche Lon.

## Personaggi

### Protagonisti
- Zac è un ragazzo a cui piace molto essere al centro dell'attenzione ed è uno dei migliori guerrieri sendokai insieme a Cloe e a Lon. È innamorato di Cloe. È il leader della sua squadra.
- Cloe è una ragazza intelligente e responsabile, ha sempre fatto quello che i genitori le ordinavano. Ma la sua testa serve di più per colpire la palla.
- Lon è l'ultimo arrivato in squadra riesce ad utilizzare tutte le tecniche dei suoi amici e anche lui è innamorato di Cloe e odia Zac. Ha un aspetto molto oscuro.
- Kiet è il ragazzo più pigro del multiverso. Gioca a Sendokai specialmente usando la sua forza.
- Fenzy è una ragazza molto coraggiosa, orgogliosa e sarcastica. È molto veloce per questo riesce ad utilizzare la scia Tai-Sen.

### Alleati
- Tänpo è il maestro di Sendokai dei Senkun.
- Lula è l'animale di Tanpö e il suo unico compagno.
- Lalith è l'ex comandante dell'impero Zorn ed era fidanzata con Tänpo.
- Chronan Sun è una Chronek ed è sorella di Chronan Yat, nella seconda stagione diventa alleata dei Senkun.

### Antagonisti
- Mariscal Zorn è il fratello di Tänpo, il suo vero nome è Kento ed era il vecchio imperatore degli Zorn. Dopo essere stato sconfitto è diventato scriba.
- Sidmodius è il ministro Sidmodius e farebbe qualsiasi cosa per l'impero Zorn. Vuole diventare il grande Zorn nella seconda stagione grazie al forziere di Sestrat.
- Grande Zorn: negli ultimi episodi quando Zac e Cloe sono più uniti che mai, Lon diventa geloso e così insieme a Chronan Yat diventa il Grande Zorn.
- Chronan Yat è una Chronek ed è sorella di Chronan Sun, nella seconda stagione si allea con Sidmodius.

## Poteri
- Tiro Zet-Sen (Zac, Lon): bisogna colpire il Do con una grande forza e può dirigerlo con la mano.
- Fuoco Sho-Sen (Zac, Lon): bisogna colpire il Do con più forza del Tiro Zet-Sen.
- Visione Yao-Sen (Cloe, Lon): con questa tecnica si può prevedere le mosse degli avversari.
- Bagliore Nu-Sen (Cloe, Lon): usando la tecnica ci si può duplicarsi per un attimo e rubare il Do all'avversario.
- Scudo Coa-Sen (Kiet, Lon): si crea uno scudo per contrastare l'avversario.
- Onda Anomala Geo-Sen (Kiet, Lon): bisogna usare tutta la forza che si possiede per creare un terremoto per far perdere l'equilibro all'avversario.
- Scia Tai-Sen (Fenzy, Lon): si corre a un'incredibile velocità, creando una scia di energia che si può usare per fermare i tiri.
- Tornado Go-Sen (Fenzy, Lon): girando su se stessi si crea un tornado che permette al giocatore di impossessarsi del Do e tirare.
- Forza Duo-Sen (Zac e Lon, Zac e Cloe): combinando l'energia si tira il Do con una forza tale da segnare un Kai definitivo.
- Muro Duo-Sen (Kiet e Fenzy):  combinando l'energia si crea un muro molto potente in grado di parare anche tiri molto forti.
- Lampo Duo-Sen (Cloe e Lon, Cloe e Zac): combinando l'energia si crea una scia che permette ai giocatori di volare e rubare il Do.
- Fusione Nero-Sen (Zac, Cloe, Kiet, Fenzy): per far funzionare la fusione bisogna avere un sentimento comune e il Do avanza verso il Senrock e può romperlo con un solo tiro. Il tiro diventa più potente se quelli che lo usano sono connessi dallo stesso sentimento e così dalle armature escono delle ali con le quali possono volare far avanzare il Do con una potenza ancora maggiore.

## Doppiatori italiani
- Kiet: Nanni Baldini
- Fenzy: Letizia Scifoni
- Zac: Alessio Puccio
- Cloe: Eva Padovan